# Fulbové
Fulbové (sami sebe nazývají Fulbhe, v singuláru Pullo; další názvy jsou Fula nebo Peulh) je původně nomádské pastevecké etnikum rozšířené především v oblasti afrického Sahelu, tj. v severní části západní, střední a východní Afriky od Senegalu po Súdán a Etiopii. Důležité zastoupení mají v Burkině Faso, Kamerunu, Gambii, Guineji, Guineji-Bissau, Čadu, Mali, Mauritánii, Nigeru, Nigérii, Senegalu, Sierra Leone a Súdánu. Jejich počet vinou značné územní roztříštěnosti a promíchanosti s jinými etniky není úplně jasný, různé zdroje uvádějí různé údaje, ale pravděpodobně jich je okolo 24 milionů. Největší zastoupení mají Fulbové v Nigérii, kde jich žije asi 13 milionů.
I když jsou některými autory považováni za největší pastevecké etnikum světa, v současnosti většina z nich žije v městských centrech nebo usedle na venkově jako zemědělci. Jako skupina lidí Fulbové v současnosti zahrnují mnoho jiných etnických skupin, které byly podrobeny a staly se součástí Fulbů skrze jejich šíření islámu.

## Charakteristika
Fulbové jsou geneticky odlišní od okolních etnických skupin, mají odlišné zvyky, kulturu, životní styl i organizaci společnosti. Jejich jazyk fulfulde patří do jiné jazykové skupiny než u okolních významných etnik (kromě etnika Wolofů v Senegalu a Gambii). Fulbové patří dle klasifikace etnologů do severoatlantské skupiny atlanto-konžské větve Nigero-konžské jazykové rodiny.
Fulbové mají nápadně bledší pokožku než sousední černošské kmeny, europoidní rysy tváře, úzké rty, rovnější vlasy a jsou podobně jako jiné pastevecké kmeny v Africe velmi vysocí a štíhlí. Vlivem rozptýlenosti na velkém geografickém prostoru se ale vzhled nebo zvyky jednotlivých skupin mohou lišit velmi výrazně.
Rozlišuje se pět hlavních kmenů – Fula Toro, Fulakunda, Fulfulde, Fuuta Jalon a Tukolor.

## Historie
Někteří věří, že Fulbové jsou semitského původu. Podle tradice se oddělili od Izraelitů. Zatímco jedni Izraelité migrovali z Egypta do Palestiny a Sýrie, předci Fulbů se vydali do západní Afriky.
Další teorie vysvětlující původ Fulbů:
- míšením protoberberského obyvatelstva severní Afriky a etnika Bafur, které obývalo Saharu,
- pocházejí z asijských pastýřských kmenů, které vtrhly do Afriky a rozptýlily se v oblasti Sahelu,
- antropologové tvrdí, že výzkumy lebeční struktury Fulbů naznačují silnou příbuznost s etiopským a egyptským obyvatelstvem. Tento fakt do jisté míry podporuje teorii o semitském nebo asijském prapůvodu Fulbů.

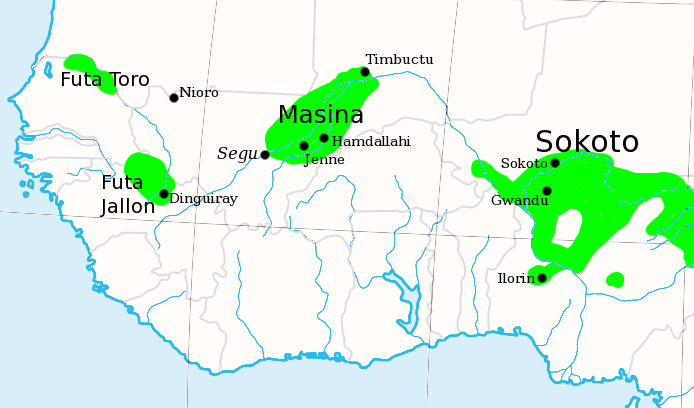
Fulbské státy, kol. r. 1830.

Ať již je fulbský prapůvod jakýkoli, je jisté, že expanzi napříč západní Afrikou započali na území dnešního Senegalu a Mauritánie jako míšenci černošského a berberského obyvatelstva asi ve 12. století. Království Tekruur, které vzniklo v údolí řeky Senegal a bylo obýváno Fulby, mělo kontakty s lidmi ze severní Afriky, hlavně se zenagskými Berbery, kteří sem přinesli islám. Kolem roku 1040 tady založili klášter, kde vznikla islámská sekta Almorávidů, kteří později dobyli Maroko a do roku 1146 ustanovili muslimskou nadvládu nad Španělskem. V roce 1076 Almorávidé napadli Ghanu a ustanovili svou moc i zde.
Kolem roku 1450 začali Arabové šířit islám v oblasti západního Súdánu. Fulbové zahájili podobný proces, ale od západu. Dodnes jsou považováni za zásadní etnikum v procesu šíření islámu v západní Africe. V reakci na útlak ze strany početnějších etnik a za účelem získání nových pastvin pro dobytek začali nábožensky odlišní Fulbové v 17. a 18. století sérii svatých válek. V roce 1670 dostali pod kontrolu oblast Bhundu v Senegalu. V roce 1673 prohráli svou první svatou válku ve Fuuta Tooro. V roce 1725 vyhráli první dvě svaté války ve Fuuta Jalon (dnešní severní Guinea) a Fuuta Tooro (dnešní severní Senegal). Na počátku 19. století (1804–1809) Fulbové porazili etnikum Hausů a na jejich území ustanovili chalífát Sokoto, který je někdy vzpomínán jako poslední velká původní říše, která vznikla v oblasti Sahelu a která v čase největšího rozkvětu kolem roku 1830 vytvořila společnost lépe organizovanou a civilizovanější, než se dosud podařilo kterékoli jiné společnosti v černé Africe. V roce 1820 Fulbové založili chalífát Amadawa ležící na území dnešní Nigérie a severního Kamerunu a chalífát Hamdallahi v dnešním Mali. V roce 1827 založili Fulbové na území dnešního Mali nezávislý islámský stát Massina. V roce 1880 vypukly v oblasti kolonizační spory především mezi Brity a Francouzi, které ukončily nadějný vzestup fulbských islámských států. V roce 1903 dobyli Britové chalífát Sokoto.

## Identita a organizace společnosti

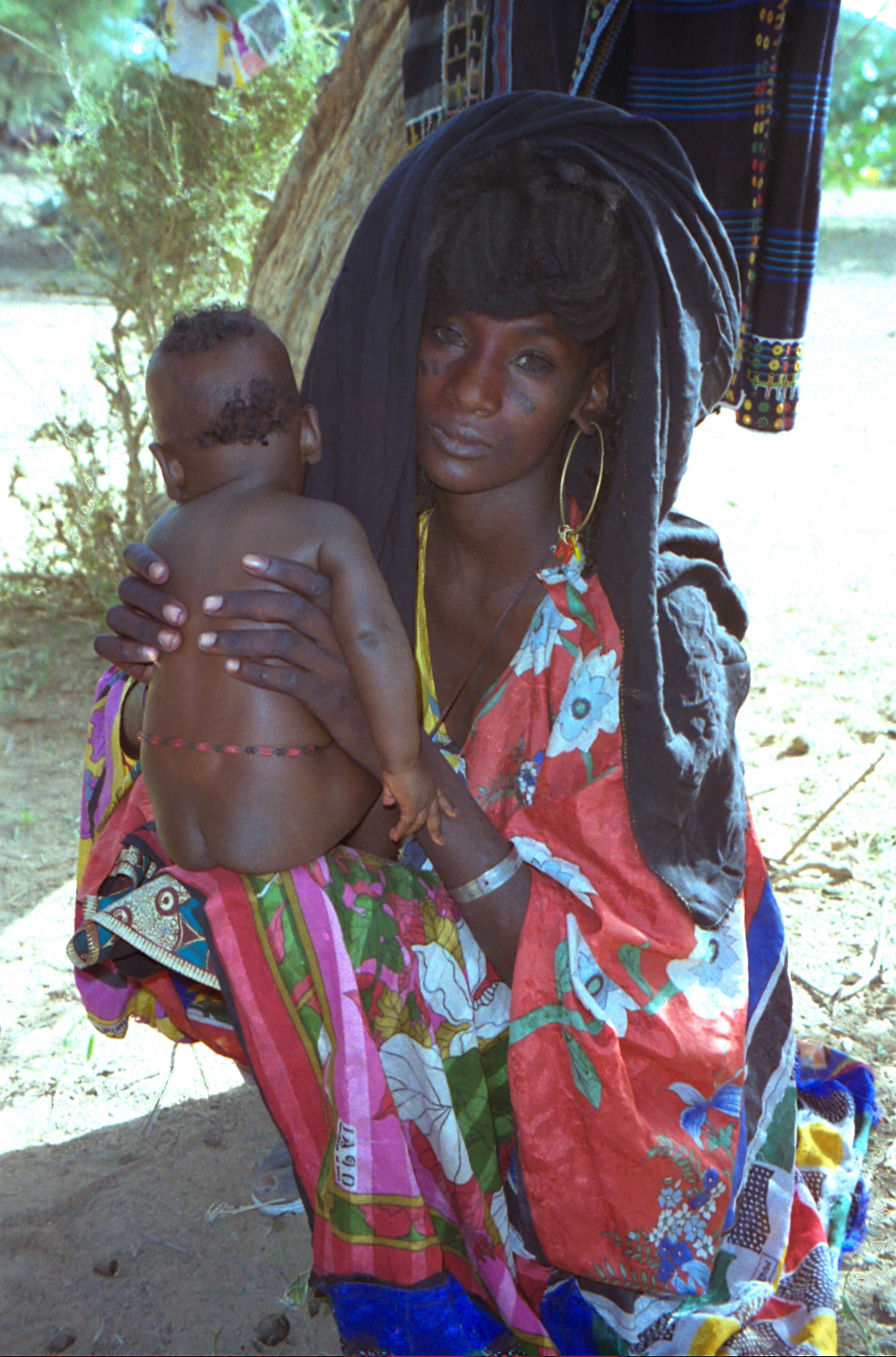
Fulbská matka

Téměř v každém státě jsou Fulbové minoritou. Jsou proto na mnohých místech zranitelní vůči potlačování své svébytnosti ze strany početnějších etnik. Snížená dostupnost půdy pro pastevectví a ztráta otroků způsobila mizení jejich tradičního životního stylu. Na druhé straně jsou Fulbové velice vyspělé, bojovné a hrdé etnikum zvyklé vládnout ostatním skupinám obyvatelstva. Například v nejpočetnějším a nejvýznamnějším státu západní Afriky Nigérii jsou politicky dominantní.
Jako tři základní pilíře fulbské identity se udávají pastevectví dobytka, islám a etický kodex zvaný Pulaaku.

### Islám
Fulbové patří mezi první africké kmeny, které konvertovaly k islámu. Díky kulturnímu vlivu Berberů přijali islám zřejmě již v 1. tisíciletí n. l. Mezi 11. a 17. stoletím Fulbové postupně rozšířili svoje pastevecké území na většinu západní Afriky. Vytvořili třídu muslimských kleriků – torodbů, kteří na nových územích obraceli na islám. Jako reakci na zdanění a brannou povinnost, která jim byla ukládána okolními dominantními etniky nebo pro získání nové půdy pro pastevectví, vedli Fulbové v 17. a 18. století náboženské války – zvané Svaté války nebo Džihád.
Obecně se dá říci, že usedlé skupiny Fulbů byly více ovlivněny islámem než pastevecké. Také městské obyvatelstvo je silněji islamizováno než venkovské. Fulbové vyznávají různě ortodoxní formy islámu v závislosti na společenském postavení. Bohatí a mocní Fulbové jsou obyčejně silně věřící, zatímco běžní lidé mají s islámem volnější vztah.
V současnosti více než 99% Fulbů vyznává islám. Říká se, že být Fulbou znamená být muslimem. Většina Fulbů praktikuje formu islámu, která je do částečně promíchaná s původními animistickými kulty. Na různých místech se ale nacházejí malé křesťanské skupiny Fulbů, protože jejich původní pastevecká náboženská tradice byla téměř ztracena, animismus se uchoval jenom u některých podskupin jako Wodaabe.

### Dobytek

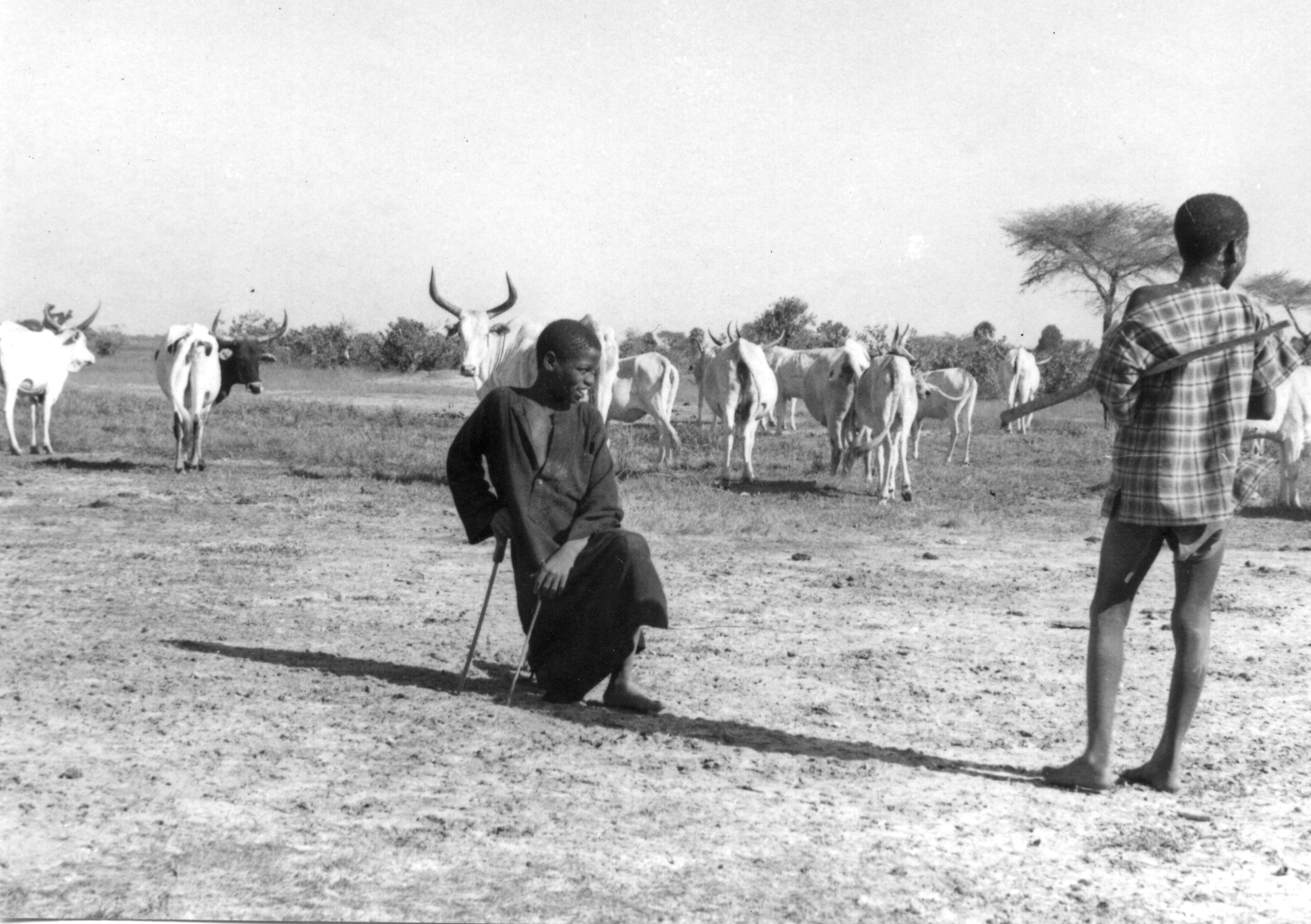
Fulanští pastevci, 1967

Nejdůležitějším objektem ve fulbské společnosti je dobytek. Existuje mnoho jmen, tradicí a tabu týkajících se dobytka. Podobně jako u jiných pasteveckých etnik je množství dobytka znakem bohatství jedince. Fulbové obyčejně chovají velké množství dobytka, a proto se usadili na rozsáhlých pláních Mali, Nigeru, Burkiny Faso a Guiney. Jejich životní styl je příčinou častých střetů s jinými etniky, protože dobytek se často zaběhne na pole farmářů a ničí jim úrodu. S postupující modernizací se ale jejich specifická kultura pomalu vytrácí. Fulbové využívají stale více jiné dopravní prostředky, a tak ztrácejí svoji nomádskou identitu.
Fulbové vnímají pastevectví jako zásadní část své identity, přestože většina z nich už tento životní styl opustila, a na svoji pasteveckou minulost vzpomínají se silnou nostalgií.

### Pulaaku
Pulaaku je etický kodex, který Fulby nejvýznamněji odděluje od ostatních etnických skupin. Je podstatou fulbství a zahrnuje komplex pravidel a vztahů ve fulbské společnosti. Velký důraz se klade na vlastnosti jako odvaha, slušnost, sebekontrola, hrdost, rozvaha, moudrost nebo skromnost a také na respekt k ostatním lidem včetně nepřátel. Pulaaku nedovoluje Fulbům vyjadřovat své potřeby nebo stěžovat si na nepohodlí. Celkově by Fulbové neměli dávat najevo své emoce. Jako příklad může sloužit zkouška dospělosti při ceremoniálu sorro, kdy se dva chlapci vzájemně bijí holemi nebo oštěpy a skrývají přitom svou bolest, naopak se smějí. V některých případech ceremoniál skončil i smrtí.
Jazyk Fulbů Fulfulde a fulbské písně, příběhy a přísloví vyjadřují a udržují centrální postavení Pulaaku ve fulbské společnosti.

### Obchod a obchodní cesty
Obchod Fulbů je založen na výměně denních produktů dobytka za zemědělské produkty usedlých zemědělců a luxusní zboží. Fulbští obchodníci dále prodávali toto luxusní zboží různým etnikům podél obchodních cest.

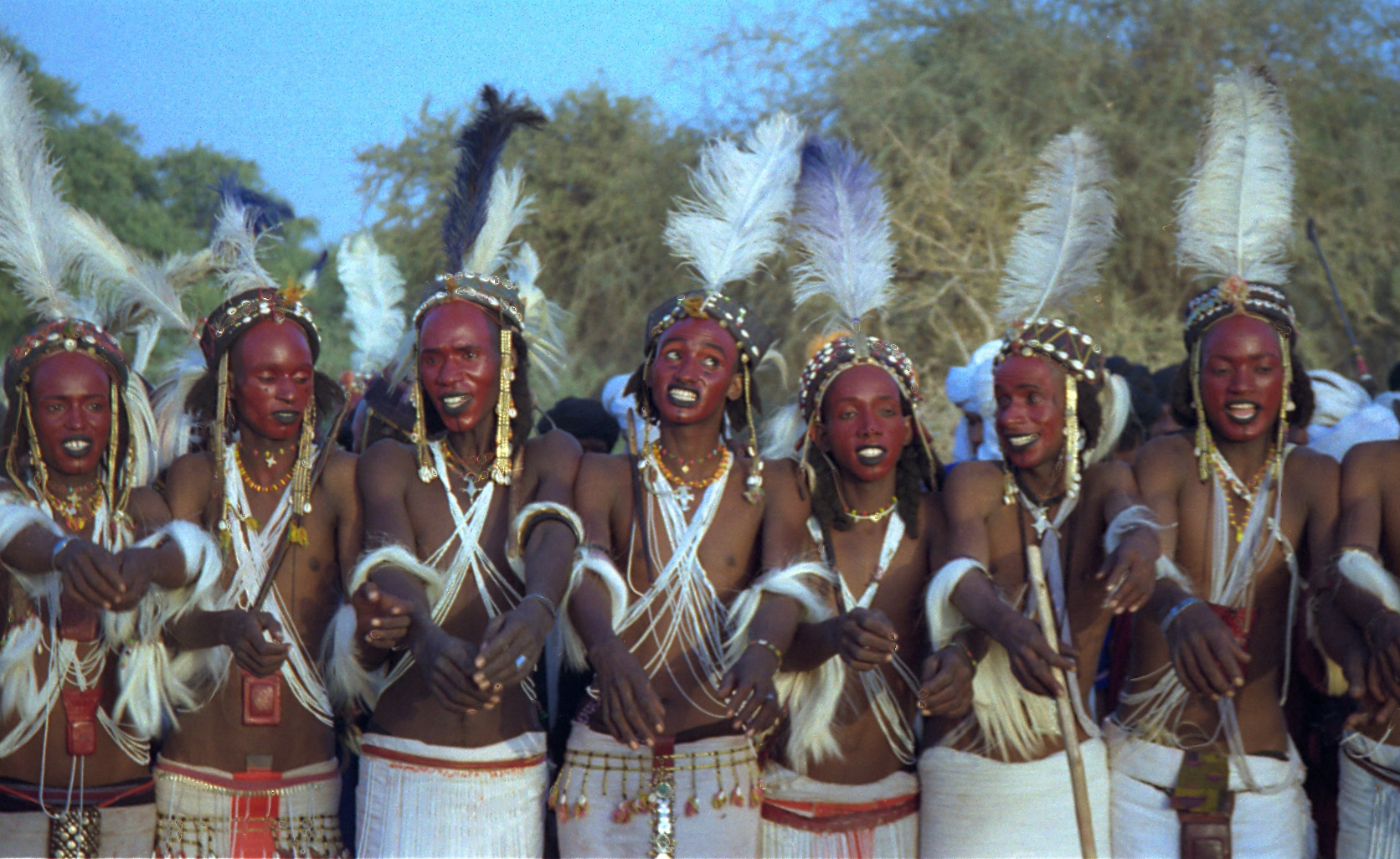
Festival Gerewol, Nigérie, 1997

Nomádští Fulbové založili množství obchodních cest v západní Africe a také plnili a plní funkci jakýchsi pěších sdělovacích prostředků, protože novinky a zprávy, které získali na svých cestách od ostatních obchodníků nebo jiných lidí, šíří dále po širokém území. Jimi zavedené obchodní cesty tak umožnily spojení s jinak izolovanými etnickými skupinami na rozsáhlém ploše celé západní Afriky.

### Kastovní systém
Fulbská společnost se rozděluje na tři základní kasty. Rimbe je složená z lidí, kteří chovají dobytek a mají politickou moc. Kasta neeybe je složena hlavně z řemeslníků.
Jelikož si Fulbové podrobili významné množství měst a etnik, měli i mnoho vojenských zajatců. Ti se stali jejich otroky, pracovali na polích a přijali jazyk a životní styl Fulbů. V dnešní době tato kasta (rimaaybe nebo maccube) již není oficiálně zotročena. Jejich identita ale není úplně jasná. I když se etnicky liší od skutečných Fulbů, jsou s nimi natolik smíšeni, že se sami Fulby nazývají.

## Estetika a umění

### Zdobení těla

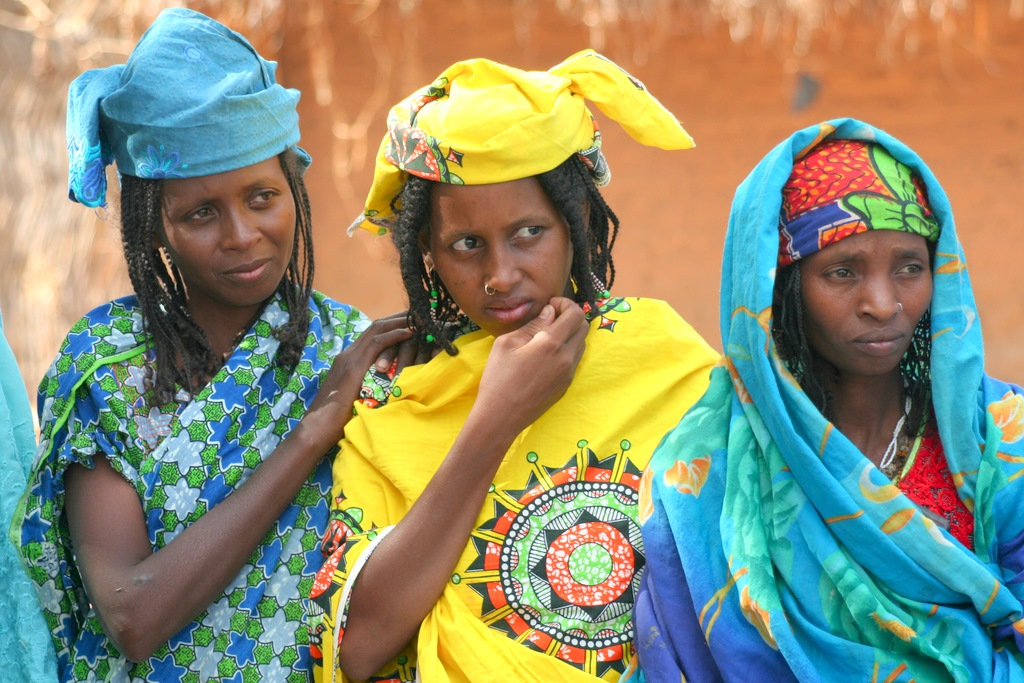
Fulanky

Fulbové mají velkou úctu k tělesné kráse, zdobení a malování těla a značný význam přikládají také tvorbě složitých účesů.
Vysoce rozvinuli umění malby na tělo, které má nejenom estetický, ale také esoterický význam. Takto pomalované tělo připomíná živoucí umělecké dílo. Muži stejně jako ženy jsou pyšní na svá tetování. Zvykem je tetovat si i rty nebo si je malovat henou.
Šperky mají pro Fulby speciální význam. Jsou symbolem společenského postavení a využívají se jako ozdoby nebo jako obchodní artikl. Od Senegalu na západe až po Kamerun na východě se proto Fulbové snaží shromažďovat co nejvíce zlatých, stříbrných, bronzových, perlových, jantarových nebo jiných šperků zvaných cudaari. Muži i ženy nosí amulety zvané loho, z ochranných i dekorativních důvodů. Ženy nosí zlaté náušnice dibi a zlaté náhrdelníky caaka a náramky z mědi nebo bílého kovu, které jsou jemně ryté. Kováři dělají hrubé nebo tenké ozdoby na kotník, které dávají ženám kmene Wodaabe „kravský“ krok, v pastevecké fulbské společnosti velmi ceněný. Ženy jiných fulbských skupin nosily na nohách nebo kotnících měděné nebo mosazné šperky vyráběné metodou ztraceného vosku.
Mužské oblečení zahrnuje kuželovitý pastevecký klobouk z kůže nebo plátna v červené, černé nebo přírodní barvě s geometrickými vzory ve tvaru kříže doplněné nápadným čelním knoflíkem zvaným „Hora světa“. Muži také nosí kožené nebo pytlovité plátěné kalhoty a tkané přehozy zdobené geometrickými tvary.

### Architektura

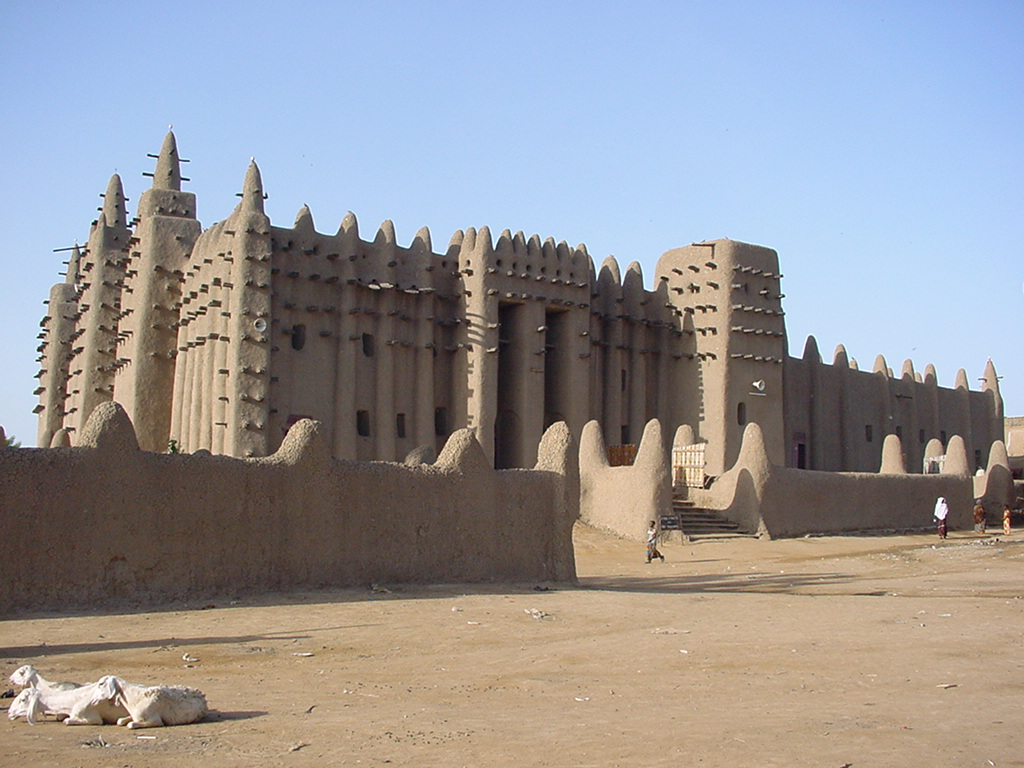
Velká mešita v Djenné

Značná část domů a dokonce i velkých budov je postavena z nepálených cihel a omítnuta blátem. Velké budovy jako například mešity mají v sobě zabudovány dřevěné podpory, které vyčnívají do prostoru, díky čemu získávají charakteristický vzhled. Nejznámější budovou tohoto typu je Velká mešita v Djenné, městě vybudovaném na ostrově na řece Niger. Tato mešita je součástí světového kulturního dědictví UNESCO.
Vnější i vnitřní stěny domů bývají často vyzdobeny propracovanými vzory a symboly. Některé z těchto vzorů jsou inspirovány islámskou estetikou.

### Nástěnné malby
Nástěnné malby v centrálním saharském pohoří Ahaggar v dnešním Alžírsku nasvědčují existenci protofulánských kulturních rysů minimálně ve 4. tisíciletí př. n. l. Někteří učenci zabývající se fulánskou kulturou jsou přesvědčeni, že některé výtvarné projevy jsou stále užívány dnešními Fulány.

## Bororo/Wozaave
Wozaave (čti jako wodhaabhe) sami sebe nazývají Bororo. Wodaabe žijí v severní Nigérii a částečně i v Kamerunu a Čadu. Hráli důležitou roli v procesu ovládnutí oblasti Fulby. Jako jedna z mála fulbských skupin si udrželi animistickou kulturní tradici. V současnosti jsou jednoznačně nejznámějším fulbským subetnikem díky festivalu Gerowo, jehož název se překládá jako „výběr nejlepšího“. Za doprovodu hudby a tanečníků se silně nalíčení a tradičně oblečení mladí muži postaví do řady a pak se pomocí širokého úsměvu a koulení očí snaží přivábit některou z mladých dam, které stojí seřazeny naproti. Tito vysocí a hezcí mladí muži stráví před tímto aktem mnoho hodin malováním si tváře.